# Municipio de Spiritwood
El municipio de Spiritwood (en inglés: Spiritwood Township) es un municipio ubicado en el condado de Stutsman en el estado estadounidense de Dakota del Norte. En el año 2010 tenía una población de 73 habitantes y una densidad poblacional de 0,78 personas por km².

## Geografía
El municipio de Spiritwood se encuentra ubicado en las coordenadas 46°56′20″N 98°29′13″O / 46.93889, -98.48694. Según la Oficina del Censo de los Estados Unidos, el municipio tiene una superficie total de 93.48 km², de la cual 92,61 km² corresponden a tierra firme y (0,93 %) 0,87 km² es agua.

## Demografía
Según el censo de 2010, había 73 personas residiendo en el municipio de Spiritwood. La densidad de población era de 0,78 hab./km². De los 73 habitantes, el municipio de Spiritwood estaba compuesto por el 98,63 % blancos, el 1,37 % eran afroamericanos. Del total de la población el 0 % eran hispanos o latinos de cualquier raza.